# 안동 김씨 북애공 종택
안동 김씨 북애공 종택(安東 金氏 北涯公 宗宅)은 경상북도 안동시 풍산읍 현애리에 있는 종택이다. 1981년 4월 25일 경상북도의 민속문화재 제27호로 지정되었다.

## 개요
안동 김씨 북애공 김후의 집으로 지은 연대는 알 수 없고, 처음에는 신씨 문중의 종택으로 지었던 것을 그의 외손인 노씨가 입주하였으나 자손이 없어 그의 외손인 황씨에게 넘겨주었다. 그러나 이들 역시 후손이 없어 그의 외손인 북애공이 400년 전에 인수하였다고 한다.
이 지방의 전형적인 주택형태인 ㅁ자형의 배치를 하고 있다. 대문칸 가운데에 문이 있으며 문의 왼쪽에는 사랑방과 마루, 오른쪽에는 외양간과 방이 있다. 문을 들어서면 사랑방 뒷쪽에 골방이 있고 부엌이 있다. 부엌 건너편에는 또 부엌이 있으며 부엌의 위쪽에는 다락이 있고 바깥벽에는 문짝이 있어 밖에 나갈 수 있게 되어 있다. 대청은 넓은 규모로 끝에 방 2칸이 있다.
ㅁ자형 평면구성은 안동지방의 보편적인 유형에서 벗어나지 않지만 지붕 구성은 다른 지방에서 볼 수 있는 형태를 하고 있다. 전형적인 ㅁ자형 집에서 약간 탈피한 평면구성인 점에서 학술적 가치가 인정되는 집이다.

## 세부 내역
| 번호   | 사진 | 명칭            | 소재지                    | 관리자 (단체) | 지정일               | 참조 |
| 27-1호 |      | 종택 (宗宅)     | 경북 안동시 풍산읍 현애리 | .             | 1981년 4월 25일 지정 |      |
| 27-2호 |      | 태고정 (太古亭) | 경북 안동시 풍산읍 현애리 | .             | 1981년 4월 25일 지정 |      |

## 참고 자료
- 안동 김씨 북애공 종택 - 국가유산청 국가유산포털